# 2020'erne
Århundreder: 20. århundrede – 21. århundrede – 22. århundrede
Årtier: 1970'erne 1980'erne 1990'erne 2000'erne 2010'erne – 2020'erne – 2030'erne 2040'erne 2050'erne 2060'erne 2070'erne
År: 2020 2021 2022 2023 2024 2025 2026 2027 2028 2029

## Begivenheder
- 2020-2022 - Coronaviruspandemien hærger verden
- 2022 - Ruslands invasion af Ukraine
- 2023 - Gazakrigen

## Verdens ledere
- Joe Biden (USA)
- Vladimir Putin (Rusland)
- Volodymyr Zelenskyj (Ukraine)